# Semisuturia pallens
Semisuturia pallens là một loài ruồi trong họ Tachinidae.